# Ansar
Els ansar (de l'àrab الأنصار, al-anṣār, literalment 'els auxiliars', 'els defensors', 'els aliats') foren aquells habitants de Medina que van sostenir el profeta Muhàmmad i que, juntament amb els muhajirun ('els emigrants'), que són els musulmans de la Meca que es van refugiar a Medina, conformen la primera comunitat islàmica.
L'adjectiu o nisba amb què es coneix un ansar és al-Ansarí.
Ansar és probablement el plural de nàssir, però aquesta denominació no fou mai utilitzada. El verb nàssara vol dir 'ajudar (algú contra)', 'donar (Déu) la victòria (a algú contra)'. També se'ls donava el nom més llarg d'ansar an-Nabi, que vol dir 'auxiliars del Profeta'. Potser l'elecció del nom fou influïda per la similitud amb el nom nassara ('cristians').

## Llista delsansarmés cèlebres

### DelsBanu Khàzraj
- Abd-Al·lah ibn Ubayy, cap de tribu[2]
- Sad ibn Ubada, cap de tribu[3]
- Àssad ibn Zurara
- Abd-Al·lah ibn Rawaha
- Abu-Ayyub al-Ansarí[4]
- Ubayy ibn Kab
- Zayd ibn Thàbit[5]
- Hassan ibn Thàbit
- Jàbir ibn Abd-Al·lah[4]
- Amr ibn al-Jamu
- Sad ibn ar-Rabí
- al-Barà ibn Àzib
- Ubayda ibn as-Sàmit
- Abu-Saïd al-Khudrí
- Zayd ibn Àrqam
- Abu-Dujana
- Abu-d-Dardà al-Ansarí
- al-Hubab ibn al-Múndhir[3]
- Anas ibn Màlik
- Barà ibn Màlik al-Ansarí
- Sahl ibn Sad[4]
- Farwa ibn Amr ibn Wadqa al-Ansarí[6]

### DelsBanu Aws
- Sad ibn Muadh, cap de tribu[7]
- Baixir ibn Sad[3]
- Ussayd ibn Hudayr
- Muadh ibn Jàbal
- Muhàmmad ibn Màslama
- Khuzayma ibn Thàbit[6][8][8][9]
- Khubayb ibn Adí al-Ansarí
- Sahl ibn Hunayf[8][9]
- Uthman ibn Hunayf[8]
- Abu-l-Hathama ibn Tihan[8][9]

### D'altres orígens
- Abu-Massud al-Ansarí[10]
- Àssim ibn Thàbit[11]
- Amr ibn Maymun[12]
- Hudhayfa ibn al-Yaman al-Absi[9]